# Máscaras de Oxigênio (não) Cairão Automaticamente
Máscaras de Oxigênio (não) Cairão Automaticamente é uma futura série brasileira produzida pela HBO Max em parceria com a Morena Filmes. Com direção de Marcelo Gomes e Carol Minêm a primeira temporada tem previsão de estrear em 31 de agosto de 2025 no streaming.
Conta com roteiro de Patricia Corso, Leonardo Moreira e Bruna Linzmeyer, Andréia Horta, Johnny Massaro e Ícaro Silva nos papéis principais.

## Enredo
Um grupo de comissários de bordo no Rio de Janeiro, liderado por um chefe de cabine que é gay e que vive com HIV, concebe um plano para contrabandear AZT, um medicamento antirretroviral vital para pacientes com HIV/AIDS. O objetivo é salvar vidas de pessoas infectadas no Brasil, onde o medicamento não é legalmente vendido na época. Esta iniciativa torna-se uma luz de esperança para aqueles diagnosticados com a doença, especialmente em estágios avançados, onde as opções de tratamento são limitadas.

## Elenco
- Bruna Linzmeyer
- Andréia Horta
- Johnny Massaro
- Ícaro Silva
- Duda Matte
- Lucas Drummond
- Igor Fernandez

## Prêmios e indicações
| Ano  | Prêmio                                       | Categoria                           | Indicação                         | Resultado | Ref.  |
| ---- | -------------------------------------------- | ----------------------------------- | --------------------------------- | --------- | ----- |
| 2025 | Festival Internacional de Cinema de Valência | Melhor Série de TV                  | Patrícia Corso e Leonardo Moreira | Venceu    | [ 5 ] |
| 2025 | Festival Internacional de Cinema de Valência | Melhor Roteiro                      | Patrícia Corso e Leonardo Moreira | Venceu    | [ 6 ] |
| 2025 | Festival Internacional de Cinema de Valência | Prêmio do Júri Jovem – Melhor Série | Marcelo Gomes e Carol Minêm       | Venceu    | [ 6 ] |